# Mus cookii
Mus cookii (Ryley, 1914) è un roditore della famiglia dei Muridi diffuso nel Subcontinente indiano e in Indocina.

## Descrizione

### Dimensioni
Roditore di piccole dimensioni, con la lunghezza della testa e del corpo tra 77 e 96 mm, la lunghezza della coda tra 83 e 91 mm, la lunghezza del piede tra 17 e 21 mm, la lunghezza delle orecchie di 15 mm e un peso fino a 30 g.

### Aspetto
Le parti superiori variano dal marrone al bruno-grigiastro, i fianchi sono più chiari, mentre le parti ventrali sono grigio chiare, con la base dei peli più scura. Il dorso delle zampe varia dal grigio al marrone. La coda è lunga quanto la testa ed il corpo, grigio scura sopra, più chiara sotto. Il cariotipo è 2n=40 FN=40.

## Biologia

### Comportamento
È una specie notturna e terricola. 

## Distribuzione e habitat
Questa specie è diffusa nella parte orientale e meridionale del Subcontinente indiano e in Indocina.
Vive in diversi tipi di habitat forestali come le foreste decidue secche subtropicali, foreste di conifere ed a foglia larga fino a 2.500 metri di altitudine. Talvolta è presente in risaie ed altri ambienti secondari.

## Tassonomia
Sono state riconosciute 3 sottospecie:
- M. c. cookii: Myanmar nord-orientale, provincia cinese dello Yunnan occidentale, Laos, Thailandia e Vietnam settentrionali;
- M. c. nagarum (Thomas, 1921): Nepal centrale e orientale, Bhutan, Bangladesh settentrionale, stati indiani dell'Assam, Manipur, Mizoram, Meghalaya, Nagaland, Arunachal Pradesh meridionale; Myanmar nord-occidentale.
- M. c. palnica (Thomas, 1923): Stati indiani del Tamil Nadu e Karnataka sud-orientale.

## Conservazione
La IUCN Red List, considerato il vasto areale, la popolazione numerosa, la presenza in diversi tipi di habitat e la tolleranza alle modifiche ambientali, classifica M.cookii come specie a rischio minimo (Least Concern).